# Wampanoag

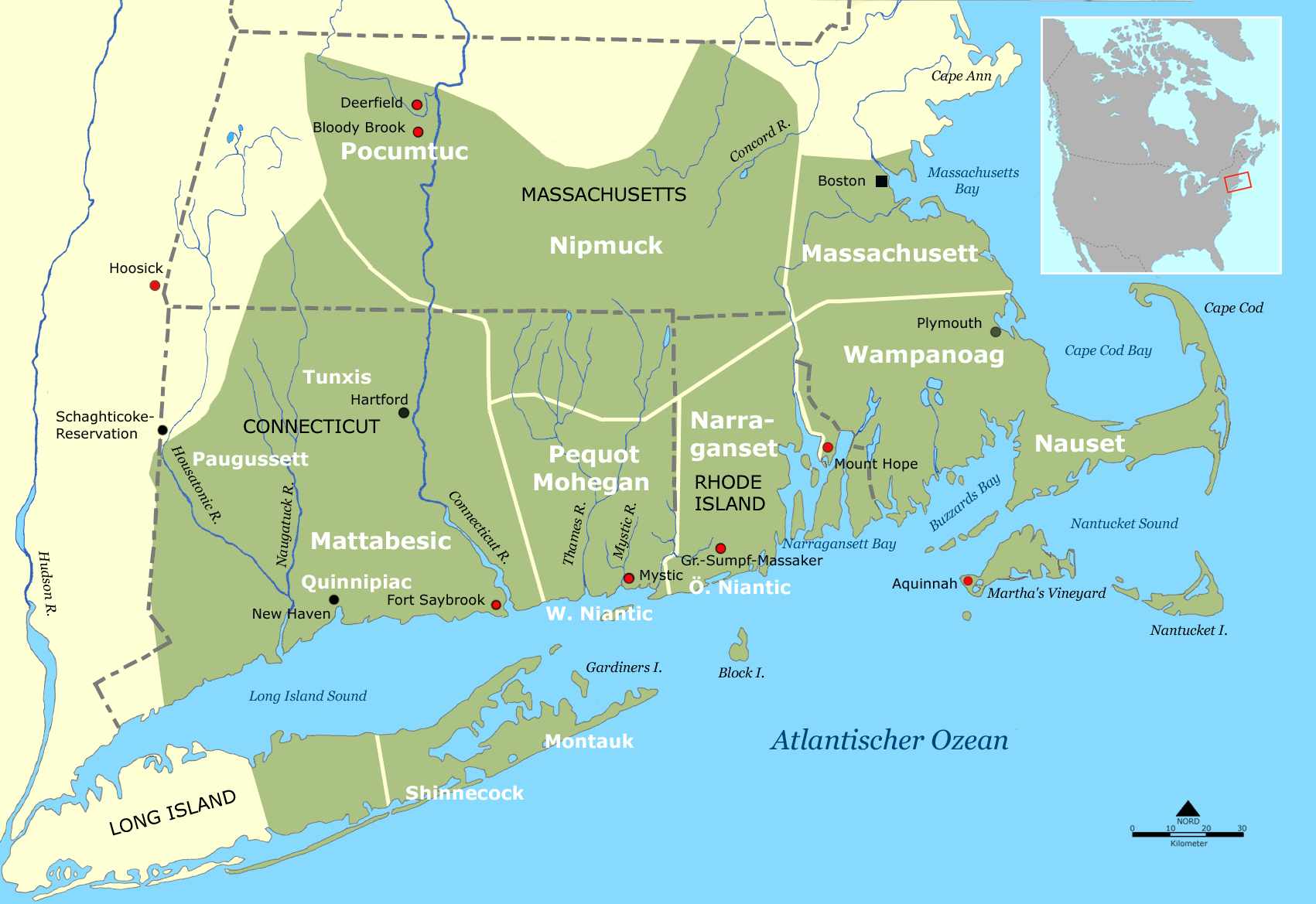
Siedlungsgebiet der Wampanoag und benachbarter Stämme um 1600

Die Wampanoag (Betonung auf dem o, englische Aussprache: /⁠wɑːmpəˈnoʊ.æɡ⁠/), Pawkunnakut oder Wôpanâak sind Indianer des östlichen Neuengland, des Golf von Maine und der Atlantikküste, deren Stammesgebiete einst große Teile der US-Bundesstaaten Rhode Island und Massachusetts sowie die Inseln Martha’s Vineyard, Nantucket und Elizabeth Islands umfasste. Die Wampanoag waren eine Konföderation mehrerer Stämme, die politisch von den Pawkunnakut oder Pokanoket („Ort gerodeten Landes“) dominiert wurden, und daher von den europäischen Siedlern meist als Pokanoket Confederacy und das von ihnen dominierte Gebiet als Pokanoket Country bezeichnet wurden. Sie sprachen oder sprechen Wômpanâak (Wampanoag), einen Dialekt der Massachusett-Sprache, die zum Zweig der Südlichen Neuengland-Algonkinsprachen der Östlichen Algonkin gehört. Die benachbarten Stämme der Massachusett und Natick sprachen eng verwandte Dialekte derselben Sprache.

## Name
Das Autonym Wôpanâak oder Wampanoag bedeutet wörtlich „Volk des ersten Lichts“, „Volk des Ostens“ und bezieht sich auf den rituell erlebten Sonnenaufgang über der östlichen See, dem Atlantik. Die Wortbestandteile lassen sich so erklären: Ur-Algonkin *wapan, Massachusett wampan /wãpan/ – „Aufleuchten, Morgengrauen, Osten“, -ow- „Person von“, *-aki Mehrzahl. Varianten dieses Namens waren unter mehreren algonkinsprachigen Völkern im Osten gebräuchlich, wie bei den Wappinger oder den Stämmen der Wabanaki-Konföderation, bestehend aus Abenaki, Penobscot, Passamaquoddy, Maliseet, Mi'kmaq, Penacook und Pocumtuc. Diese bezeichneten sich als Wabanaki, auch Wabenaki, Wobanaki, was die Wortgleichung in den dortigen Algonkin-Sprachen für Wampanoag ist. Deutlich wird hier, dass sich die Massachusett-Sprache der Wampanoag durch das Vorhandensein nasalierter Vokale von den benachbarten Sprachen derselben Sprachfamilie unterscheidet.
Die Wampanoag wurden 1616 von John Smith als Pocahontas bezeichnet, nach dem Dorf ihres Obersachems Massasoit nahe der heutigen Stadt Bristol in Rhode Island. Dieser Name wurde in den frühen Aufzeichnungen und Berichten häufig verwendet.  Das Wort Wapanoos erscheint zuerst auf Adriaen Blocks Karte von 1614 und ist wahrscheinlich ein Munsee-Ausdruck für alle östlich von ihnen lebenden Stämme. Weitere Synonyme sind Wapenock, Massasoit und Philips Indianer.

## Stammesgebiet der Wampanoag-Konföderation
Das Gebiet der Wampanoag-Konföderation erstreckte sich entlang der Ostküste von Wessagusset, heute Weymouth in Massachusetts bis zur Halbinsel Cape Cod und die Inseln Natocket, Nantaticu oder Natockete, heute Nantucket und Noepe., auch Nope („trockenes Land“, engl. Aussprache: „no-pee“), heute Martha’s Vineyard und im Südosten bis nach Pokanoket, heute Bristol und Warren in Rhode Island und bis zum Nordosten des heutigen Rhode Island.

## Gruppen der Wampanoag-Konföderation
Die Wampanoag waren als Konföderation mehrerer Stämme unter der Führung der Pokanoket organisiert, in der ein Obersachem, daher meist ein Pokanoket, die Führung über eine größere Anzahl weiterer Sachems innehatte. Die Engländer bezeichneten den Obersachem häufig als König, ein irreführender Begriff, denn die Position eines Sachems war keineswegs königlich und beinhaltete nur begrenzte Autorität und wenige Privilegien. Es ist überliefert, dass bei Mangel an geeigneten männlichen Bewerbern auch eine Frau bei den Wampanoag ein Sachem werden konnte. Der korrekte Titel für die Position des führenden Sachems war Massasoit („Großer Führer“ oder „Großer Sachem“), den die Engländer als Eigennamen missverstanden und den damaligen Obersachem namens Ousamequin oder Wasamegin („Gelbe Feder“,* um 1580; † 1662) daher Massasoit nannten.
| Gruppe / Sachemtum | Siedlungsgebiet |
| --- | --- |
| Agawam („Flat Meadows“) | am Agawam River und Wareham River nahe dem heutigen Wareham im Südosten von Massachusetts |
| Aquinnah (Gay Head) („An island in the water“, „Land under the hill“ oder „Land at the end of the island“)                                                              | Westspitze von Martha’s Vineyard |
| Assonet ((H)assun-et - „Place of rocks“ und „Song of praise“) | am Assonet River und Taunton River in der Nähe des heutigen Freetown, Massachusetts |
| Chappaquiddik oder Tchepiaquidenet (Cheppiaquidne - „Separated land“ oder Capowak - „The separate people“, auch Band of Pahkepunnasso genannt, dem Sachem im Jahr 1643) | Chappaquiddick Island östlich von Martha’s Vineyard sowie den Inseln Natuck (Capoag, heute Cape Poge) und Muskeget, die jeweils zur heutigen Stadt Nantucket gehören                                                                                     |
| Herring Pond oder Comassakumkanit | nahe der Praying Town Herring Pond im Plymouth County, Massachusetts |
| Mashpee (mass-nippe, mass - „groß“ oder „größer“ und nippe - „Wasser“)                                                                                                  | Halbinsel Cape Cod |
| Nantucket („Faraway land“, „Faraway island“ oder „In the midst of the waters“)                                                                                          | Nantucket Island |
| Nauset („Place of the bend“) oder Cape Cod Indians | mehrere Stämme auf der Halbinsel Cape Cod östlich des Bass River. Die eigentlichen Nauset siedelten im Outer Cape (Lower Cape) vom Hauptdorf Nauset, das heutige Eastham nordwärts bis nach Truro (Paomet, Pawmet, Payomet, Pamet - „the wading place“). |
| Namasket oder Nemasket (Namas-ket - „At the fish place“) | im Gebiet des heutigen Middleborough im Plymouth County im Südosten von Massachusetts (Mass-adchu-set - „Great hill Country“) |
| Nashanekammuck, Nashawakemuck („Between the land“) oder Nashaquitsa („At the little divided island“)                                                                    | südlicher Teil der heutigen Stadt Chilmark im Südwesten der Insel Martha’s Vineyard |
| Nunnepoag, Nunepog oder Nunpauk („When there is water there“) | im Gebiet des heutigen Edgartown auf der Insel Martha’s Vineyard |
| Nobnocket („At the dry land“), unterstanden dem Sachemtum der Nunnepoag                                                                                                 | die heutige Halbinsel West Chop und Vineyard Haven (Nobnocket, vormals Holmes Hole), die beide heute zur Stadt Tisbury im Dukes County, Massachusetts, im Norden von Martha's Vineyard, gehören                                                          |
| Ohkonkemme oder Takemmeh oder Taakemmy („Place to grind corn“) | das Zentrum sowie der Osten der heutigen Stadt Tisbury im Dukes County, Massachusetts, im Norden von Martha's Vineyard, später siedelten sie in die Gebetsstadt Christiantown um                                                                         |
| Okokame, Okokammeh, Takemmeh oder Taakemmy („Place to grind corn“) | heutiges West Tisbury (vormalige Gebetsstadt Christiantown oder Manitowwatootan, Mannitwattootan - „God's Town“) im Dukes County im Nordwesten von Martha’s Vineyard                                                                                     |
| Patuxet, Pawtuxet oder Pawtucket („At the falls“ oder „At the little falls“)                                                                                            | östliches Massachusetts im Gebiet des heutigen Plymouth (der einstigen Plymouth Colony) an der Plymouth Bay |
| Pokanoket oder Pawkunnakut („Place of cleared land“) | östliches Massachusetts und Rhode Island nahe dem heutigen Bristol |
| Pocasset („Where the stream widens“ oder „At the small cove“) | heutiges nördliches Fall River, Massachusetts am Quequechan River („Falling River“ oder „Leaping/Falling Waters“) |
| Sahnchecontuckquet, Sanchiacantacket oder Sengekontacket („Place where the brook flows into the river“), unterstanden dem Sachemtum der Nunnepoag                       | heutiges East Chop und Oak Bluffs (Ogkeshkuppe - „Wet or damp thicket or woods“) im Dukes County auf Martha’s Vineyard |
| Squibnocket, Msquepunauket („At the place of the red cliff or bank“) oder Nashawakemuck                                                                                 | nördliche Küste der heutigen Stadt Chilmark im Südwesten der Insel Martha’s Vineyard |
| und etwa 50 weitere Gruppen | |

## Kultur
Wie die anderen Algonkin des südlichen Neuenglands betrieben die Wampanoag Feldbau, vorwiegend Mais, Bohnen und Kürbis, der mit Fisch und Fleisch ergänzt wurde. Sie waren halbsesshaft und ihre saisonalen Wanderungen führten sie im Sommer in die Nähe der Meeresküste, wo Felder angelegt, Fische gefangen und Meeresfrüchte gesammelt wurden. Nach der Ernte im Herbst zog man zurück in die Winterdörfer und die Männer suchten ihre Jagdgebiete auf. Da das südliche Neuengland um 1600 relativ dicht bevölkert war, waren die Grenzen der Jagdreviere genau definiert, um Konflikte zu vermeiden. Sie wurden vom Vater auf den Sohn vererbt. Der runde oder ovale Wampanoag-Wigwam hieß Wetu. Beim Bau wurden mehrere Pfosten in den Boden gesteckt, über einem Feuer nach innen gebogen und oben zusammengebunden. Das Wetu wurde außen mit Gras, Rinde oder Matten bedeckt, innen mit Matten ausgelegt und an der höchsten Stelle befand sich ein Rauchabzug. Ein derartiges Sommerhaus konnte man in wenigen Stunden abbauen und transportieren.
Siehe auch: Massachusett

## Geschichte

### Squanto oder Tisquantum
Die frühesten Kontakte zwischen Wampanoag und Europäern datieren aus dem 16. Jahrhundert, als Handelsschiffe und Fischerboote die Küste Neuenglands entlang fuhren. Die meisten dieser Begegnungen waren freundlicher Art. Es gab aber auch Ausnahmen, denn einige Kapitäne dieser Schiffe waren dafür bekannt, dass sie ihre Einkünfte verbesserten, indem sie Indianer fingen und als Sklaven verkauften. So zum Beispiel Kapitän Thomas Hunt, der 1614 einige Wampanoag auf sein Schiff verschleppen ließ und später in Spanien als Sklaven verkaufte. Eines seiner Opfer – ein Patuxet namens Squanto oder Tisquantum – wurde von spanischen Mönchen gekauft, die ihn „zivilisieren“ wollten. Schließlich ließ man ihn frei und er bestieg trotz seiner schlechten Erfahrungen wieder ein englisches Schiff, um sich einer Neufundland-Expedition als Übersetzer anzuschließen. Von Neufundland aus gelang es ihm, 1619 in seine Heimat im südlichen Neuengland zurückzukehren, wo inzwischen der gesamte Stamm der Patuxet und mit ihm seine Familie einer Epidemie zum Opfer gefallen war.

### Die Pilgerväter

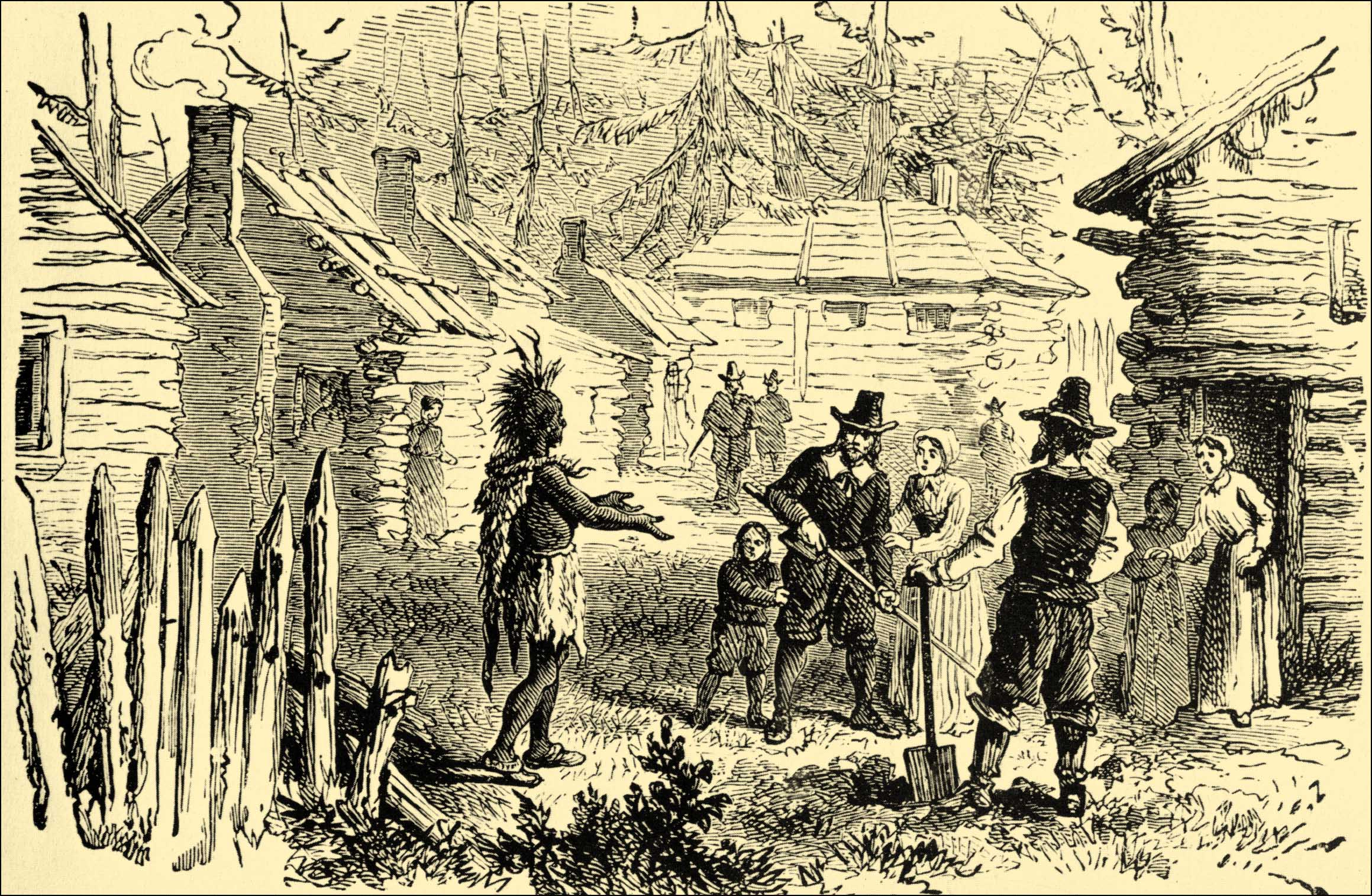
Samoset überrascht die Siedler mit englischen Worten.

Zur gleichen Zeit lebte in Holland eine kleine Gruppe englischer religiöser Dissidenten, die England verlassen hatten, um der dortigen Verfolgung zu entgehen. Man hörte von der Neuen Welt im Westen und entschloss sich, dorthin auszuwandern. Die Virginia Company war bereit, sie nach Amerika zu bringen, nahm ihr Geld und verfrachtete sie in zwei Schiffe, die Mayflower und die Speedwell. Nur ein Drittel der Passagiere waren religiöse Separatisten, die anderen waren Abenteurer, Kriminelle und Schuldturm-Insassen, die man in England loswerden wollte. Zuvor hatte man die Plymouth Company gegründet, eine Handelsgesellschaft reicher Londoner Kaufleute, die am Tauschhandel in der Neuen Welt interessiert waren. Drei Männer trugen die Spekulationen der Plymouth Company über den Atlantik: William Bradford, der vorab schon zum Gouverneur der zu gründenden Kolonie ernannt worden war, Captain Miles Standish, der militärische Anführer der Pilgerväter, und Andrew Weston, der Anführer der Abenteurer.
Im Juli 1620 stach die kleine Flotte in See, doch nach 300 Meilen bekam die Speedwell ein Leck und musste, begleitet von der Mayflower, wieder zurück nach Plymouth segeln. Die Reparatur misslang, so dass im September 1620 alle Passagiere die Mayflower bestiegen und in drangvoller Enge erneut in die Neue Welt aufbrachen. Nach 65 Tagen erreichte sie am 11. November 1620 die Küste des heutigen Massachusetts und ging in der Nähe des heutigen Provincetown an der äußersten Landspitze von Cape Cod vor Anker.
Die Kolonisten entschlossen sich, an dieser Stelle zu siedeln, doch nach einiger Zeit stellten sie fest, dass der sandige Boden sie nicht ernähren konnte. Deshalb beschloss eine Gruppe von ihnen, auf die andere Seite der Bucht von Cape Cod zu segeln. Am 21. Dezember landeten sie in der Nähe des verlassenen Dorfes der Patuxet beim heutigen Plymouth in Massachusetts. Ein Großteil der restlichen Siedler folgte fünf Tage später.
Die nächsten Monate hausten sie hier in armseligen Hütten, hungrig, krank und den baldigen Tod erwartend. Die Hälfte der Neuankömmlinge überlebte den ersten Winter nicht. Die Indianer beobachteten die Engländer wohl, doch sie gingen ihnen möglichst aus dem Wege. Bei den Wampanoag war gerade der Abenaki-Sachem Samoset aus dem heutigen Maine, der schon zuvor einigen englischen Fischern in der kurzlebigen Kolonie an der Mündung des Kennebec Rivers begegnet war und die Pilgerväter in gebrochenem Englisch begrüßte. Er überblickte die Situation und kam am folgenden Tag mit Squanto zurück. Dieser half den Engländern, die nächste Zeit zu überleben. Er zeigte ihnen zum Beispiel, wie die Indianer dieser Gegend das Land bestellten, Fische fingen und Meeresfrüchte sammelten.
Die vorstehenden Informationen verdanken wir William Bradfords History of Plymouth Plantation.

### Ousamequin (Wasamegin) oder Massasoit

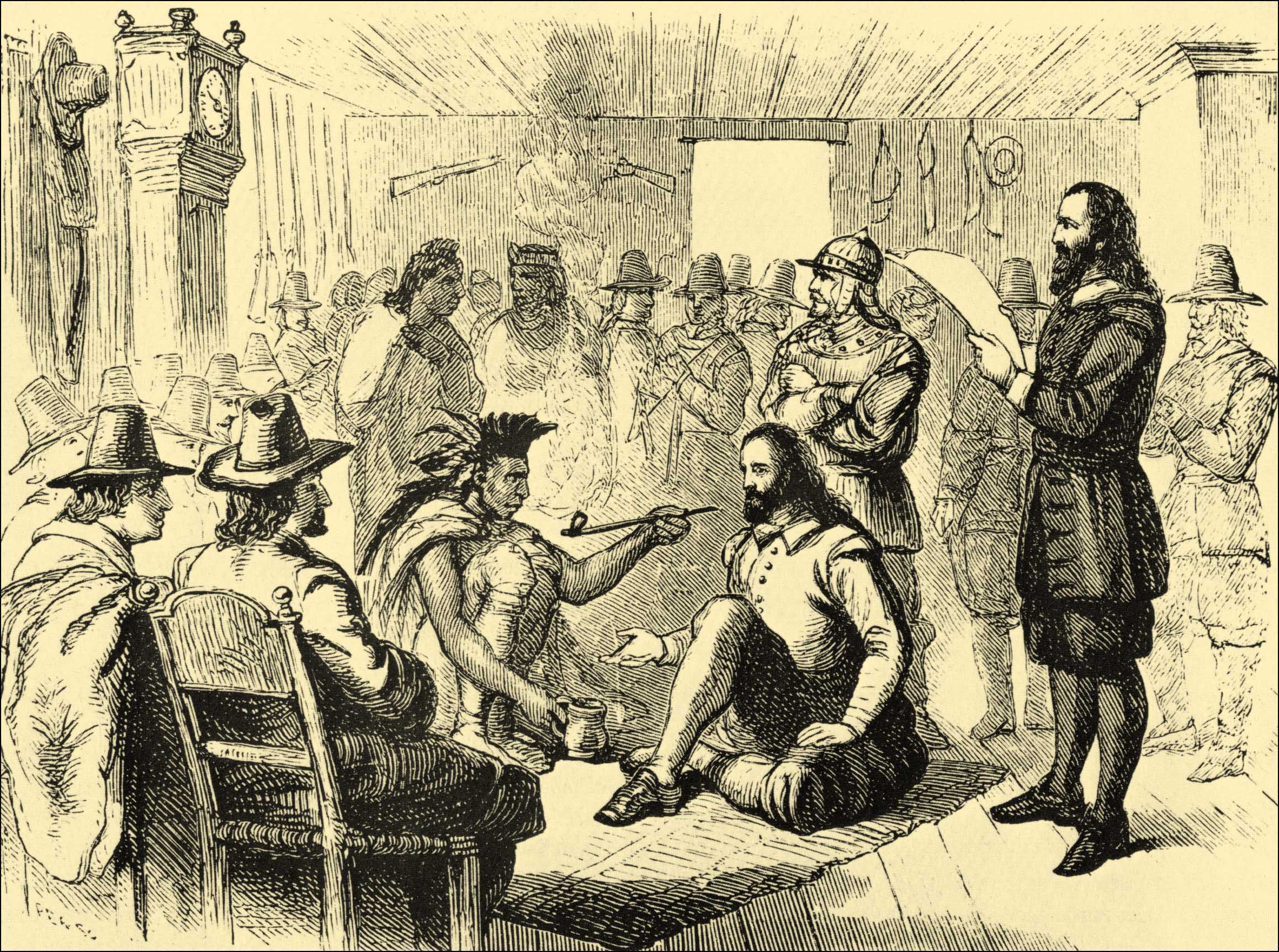
Massasoit und Gouverneur John Carver rauchen eine Friedenspfeife.

Erstes Erntedankfest in Neuengland mit den Wampanoag

Squanto lebte bei den Kolonisten und entging so der Gefangenschaft bei den Wampanoag. Er diente als Vermittler zwischen den Pilgervätern und Massasoit, dem Obersachem der Wampanoag. Für die Wampanoag waren die letzten 7 Jahre vor der Ankunft der Engländer die schlimmste Zeit ihrer Geschichte. Sie wurden von Micmac-Kriegern aus dem Norden überfallen, die nach ihrem Sieg über die Penobscot im Tarrantiner-Krieg (1607–1615) die Küste hinabzogen. Zur gleichen Zeit kamen die Penobscot aus dem Westen und besetzten das östliche Connecticut. Noch verheerender jedoch waren drei Epidemien, denen drei Viertel aller Wampanoag zum Opfer fielen. Die Narraganset hatten durch die isolierte Wohnlage auf den Inseln in der Narragansett Bay am wenigsten unter den Seuchen gelitten und sich deshalb zum mächtigsten Stamm der Region entwickelt. Sie forderten nun Tributzahlungen von den geschwächten Wampanoag. Deshalb hegte Massasoit die Hoffnung, dass die Engländer sein Volk gegen die Vorherrschaft der Narraganset unterstützen würden. Im März 1621 besuchte Massasoit in Begleitung von Squanto die Engländer in Plymouth, unterzeichnete einen Freundschaftsvertrag und gab ihnen die Erlaubnis, rund 12.000 Acres (48,5 km²) Land für die Plymouth Plantation (Plymouth-Plantage) zu übernehmen. Es ist jedoch sehr anzuzweifeln, ob Massasoit den Unterschied von Landbesitz im Sinne der Europäer gegenüber der Nutzung von Land nach Art der Ureinwohner kannte. In diesem Augenblick war das auch nicht von Interesse, denn es waren so viele seiner Leute gestorben, dass Neuengland halb entvölkert war. Auch war es für die Wampanoag schwer vorstellbar, dass die wenigen Engländer, die kaum lebend den Winter überstanden hatten, jemals eine Gefahr für sie darstellen könnten. Die Freundschaft und Zusammenarbeit zwischen Engländern und Indianern dauerte an und die Pilgerväter waren den Wampanoag dankbar für die Hilfe, so dass sie mit ihnen im Herbst gemeinsam das erste Erntedankfest in Plymouth feierten. Massasoit und seine 90 Begleiter brachten fünf Hirsche mit und das Fest dauerte drei Tage.
Dieses erste Erntedankfest wird in den USA kontrovers diskutiert. Besonders die Indianer bekämpfen ein romantisierendes Bild von glücklichen Wampanoag, die mit den Kolonisten gemeinsam feierten. Denn die Indianer hatten die Puritaner später als habgierige und gewalttätige Diebe erlebt. So haben Indianerverbände 1970 Thanksgiving (Erntedankfest) zum National Day of Mourning (Nationaler Trauertag) ausgerufen und diesen Gedenktag in Plymouth begangen.
Im Winter 1622 kam unerwartet ein weiteres Schiff aus England an und brachte 40 zusätzliche hungrige Bewohner, so dass dieser zweite Winter erneut eine Hungersnot brachte.
Den Narraganset war diese Freundschaft zwischen Wampanoag und Engländern suspekt und sie vermuteten eine gegen sie gerichtete militärische Allianz. Sie sandten eine Botschaft in Form eines in Schlangenhaut gewickelten Pfeilbündels nach Plymouth. Obwohl die Engländer sich kaum ernähren, geschweige denn Krieg führen konnten, schickten sie die Schlangenhaut mit Gewehrkugeln gefüllt zurück. Da die Narraganset in der Zwischenzeit von den Pequot angegriffen wurden, entging Plymouth einem neuen Desaster. Das gute Verhältnis zwischen Wampanoag und den Pilgervätern dauerte an und als Massasoit im Winter 1623 ernsthaft erkrankte, wurde er von den Engländern gesund gepflegt. Die Plymouth-Kolonie war inzwischen gewachsen und eine größere Anzahl englischer Puritaner hatte an der Massachusetts Bay gesiedelt. Um 1632 hatten die Narraganset den Krieg gegen die Pequot und einen weiteren gegen die Mohawk beendet und wandten sich wieder den Wampanoag zu. Sie griffen Massasoits Dorf Sowam an, doch als die Wampanoag Hilfe von den Engländern bekamen, zogen sich die Narraganset zurück.

### Expansion der Kolonisten

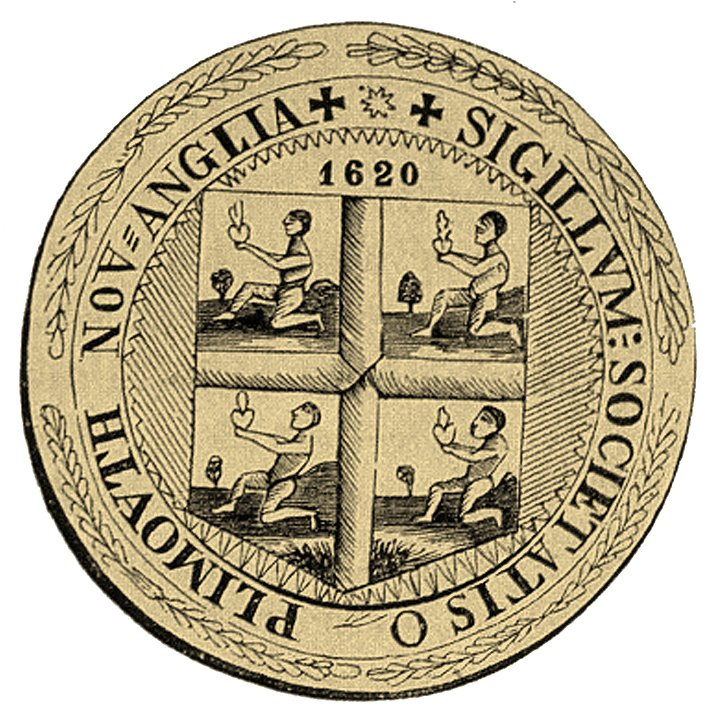
Siegel der Plymouth-Kolonie

Nach 1630 wurden die ehemaligen 102 Gründungsmitglieder der Plymouth-Kolonie, weniger als die Hälfte davon waren tatsächlich Pilgerväter, von einer wachsenden Anzahl neu eintreffender Puritaner in die Minderheit gedrängt. Sie besiedelten die Massachusetts Bay in der Nähe des heutigen Boston. Kaum tolerant gegenüber anderen Christen, sahen sie die Ureinwohner als Wilde und Heiden an. Die militanten Puritaner waren Soldaten und Kaufleute, deren Anliegen keinesfalls die Freundschaft und Zusammenarbeit mit den Indianern war. Unter dieser neuen Führung expandierten die Engländer westwärts in das Tal des Connecticut Rivers und zerstörten 1637 im Pequot-Krieg die mächtige Pequot-Konföderation. Um 1643 hatten die Mohegan die Narraganset in einem Krieg bezwungen und wurden mit der Unterstützung der Engländer zum beherrschenden Stamm im südlichen Neuengland.
Zwischen 1640 und 1675 kamen neue Wellen von Siedlern ins Land und drängten die Ureinwohner nach Westen. Während die Pilgerväter gewöhnlich das Land bezahlt oder wenigstens um Erlaubnis gefragt hatten, nahmen sich die Puritaner einfach das Land. Um 1665 waren die Indianer im südlichen Neuengland den Engländern schlicht im Wege. Sie benötigten nicht mehr deren Fähigkeiten, in der Wildnis zu überleben. Fischfang und Handel mit anderen Waren hatte den Handel mit Fellen und Wampum der frühen Jahre abgelöst. Die Bevölkerung der Ureinwohner nahm durch sich wiederholende Epidemien ständig ab, so in den Jahren 1633, 1635, 1654, 1661 und 1667.
Nach 1640 gab es eine „humane“ Lösung des indianischen Problems durch John Eliot und andere puritanische Missionare, indem man die Ureinwohner zum Christentum bekehrte. Wie human diese Bemühungen wirklich waren, ist Ansichtssache. Die konvertierten Indianer wurden in sogenannten Gebetsstädten angesiedelt, so in Natick, Nonantum, Punkapog und anderen Orten. Indianer, die der puritanischen Version des Christentums kritisch gegenüberstanden, waren nicht willkommen. Der Kirchenbesuch war obligatorisch, Kleidung und Haartracht mussten dem Stil der weißen Christen entsprechen und sogar die Andeutung einer traditionellen Zeremonie führte zum Ausschluss.

### Metacomet oder King Philip
Sogar Massasoit nahm englische Sitten an und vor seinem Tod 1661 bat er die Gesetzgeber in Plymouth, seinen beiden Söhnen englische Namen zu geben. Wamsutta, der ältere Sohn, bekam den Namen Alexander und sein jüngerer Bruder, Metacomet, wurde Philip genannt. Der ältere Alexander wurde nach dem Tod seines Vaters Obersachem der Wampanoag. Die Engländer waren darüber nicht erfreut, weil sie ihn für zu selbstbewusst hielten, und luden ihn zu Gesprächen nach Plymouth ein. Nach dem Verzehr eines Mahls wurde er ernsthaft krank und starb. Den Wampanoag wurde Fieber als Todesursache angegeben, doch aus Aufzeichnungen des Rates in Plymouth geht hervor, dass vermutlich Gift die Todesursache war. Im folgenden Jahr folgte Metacomet seinem ermordeten Bruder als Obersachem der Wampanoag und wurde später bei den Engländern King Philip genannt.
Allem Anschein nach war Philip kein radikaler Sachem, doch unter seiner Führung kam es zu einer dramatischen Änderung in der Haltung der Wampanoag gegenüber den Kolonisten. Ihnen war inzwischen klar geworden, dass die Engländer ihnen nach und nach alles nehmen würden, sowohl ihr Land als auch ihre traditionelle Kultur, ihre Lebensweise und Religion. Philip entschloss sich, die weitere Expansion englischer Siedlungen zu verhindern. Für die Wampanoag allein war das jedoch unmöglich, weil sie damals weniger als 1.000 Stammesmitglieder hatten. Von seinem Wohnsitz am Mount Hope aus begann er, andere Stämme zu besuchen, um sie für seinen Plan zu gewinnen. Auch das war ein fast aussichtsloses Unterfangen, denn zu dieser Zeit übertraf die Zahl der Kolonisten im südlichen Neuengland diejenige der Indianer schon um mehr als das Doppelte – 35.000 Kolonisten standen 15.000 Ureinwohnern gegenüber. Philips Bemühungen blieben nicht geheim, denn ein Netzwerk von Spionen, die betenden Indianer (engl. Praying indians), verrieten Philips Pläne an die Engländer. 1671 wurde Philip nach Taunton gerufen, hörte sich die Vorwürfe der Engländer an und unterzeichnete eine Vereinbarung, in der sich die Wampanoag verpflichteten, ihre Feuerwaffen abzugeben. Er nahm jedoch vorsichtshalber nicht am anschließenden Dinner teil und die Waffen wurden später auch nicht abgeliefert.
Die englische Landnahme setzte sich fort und Philip gewann nach und nach die Nipmuck, Pocumtuc und Narraganset als Verbündete. Der Beginn des Aufstands wurde zunächst auf den Frühling 1676 festgelegt. Im Januar 1675 fand man die Leiche von John Sassamon, einem christlichen indianischen Spion. Drei Krieger der Wampanoag wurden daraufhin gefangen genommen, des Mordes angeklagt und schließlich gehängt. Nach dieser offensichtlichen Provokation konnte Philip seine Krieger nicht länger zurückhalten, weil außerdem Gerüchte kursierten, die Engländer wollten Philip verhaften. Philip hielt in Mount Hope einen Kriegsrat ab: Die meisten Wampanoag wollten ihm folgen, mit Ausnahme der Nauset auf Cape Cod und den kleinen Gruppen auf den vorgelagerten Inseln. Weitere Verbündete waren die Nipmuck, Pocumtuc und einige Penacook und Östliche Abenaki. Die Narraganset jedoch wurden gezwungen, einen Friedensvertrag mit den Engländern abzuschließen und blieben zunächst neutral.

### King Philip’s War
Am 20. Juli 1675 zogen einige junge Wampanoag nach Swansea, töteten einige Rinder und versetzten die weiße Bevölkerung in Angst und Schrecken. Am nächsten Tag brach der King Philip’s War aus und eine Anzahl weißer Siedlungen wurde von den Indianern überfallen und niedergebrannt. Die unerwarteten Angriffe führten unter den Engländern zu großer Panik. Die christlichen Indianer in den Gebetsstädten, die von den Puritanern in verschiedenen Gegenden Neuenglands eingerichtet worden waren, hielt man für verdächtig und brachte sie auf eine Insel im Hafen von Boston. Die vereinigten Stämme im südlichen Neuengland waren weiterhin erfolgreich und von 90 englischen Siedlungen wurden 52 überfallen und teilweise niedergebrannt.
Von Massachusetts aus erfasste der Krieg auch weitere Gebiete Neuenglands. Einige Stämme aus Maine, die Kennebec, Pigwacket und Arosaguntacook schlossen sich dem Kampf gegen die Engländer an. Sogar die ehemaligen Feinde der Wampanoag, die Narraganset aus Rhode Island, gaben ihre Neutralität auf, nachdem die Kolonisten ein befestigtes Dorf angegriffen hatten. In diesem Gefecht, das als Großes Sumpf-Massaker (engl. Great Swamp Massacre) bekannt wurde, verloren die Narraganset mehr als 600 Stammesmitglieder und 20 Sachems. Ihr Führer Canonchet jedoch konnte fliehen und führte eine größere Gruppe von Narraganset-Kriegern nach Westen, um sich mit King Philips Kriegern zu vereinigen.
Im Frühjahr 1676, nach einem Winter voller Hunger und Entbehrungen, wendete sich das Blatt gegen Philip. Unerbittlich machten die englischen Truppen Jagd auf ihn und sein bester Verbündeter, Sachem Canonchet von den Narraganset, wurde gefangen genommen und von einem Erschießungskommando hingerichtet. Sein Körper wurde gevierteilt, der Kopf nach Hartford geschickt und öffentlich zur Schau gestellt.
Während der Sommermonate entzog sich Philip den Verfolgern und fand ein Versteck beim Mount Hope. Im August wurde es jedoch von indianischen Spähern der Engländer entdeckt und 173 Wampanoag fanden den Tod oder gerieten in Gefangenschaft. Philip entging nur knapp der Festnahme, aber unter den Gefangenen waren seine Frau und sein neunjähriger Sohn. In Plymouth wurden sie auf ein Sklavenschiff gebracht und nach Westindien verkauft. Am 12. August 1676 umstellten britische Truppen Philips Lager und kurz danach wurde er von einem indianischen Scout erschossen. Man schnitt ihm den Kopf ab und stellte ihn 20 Jahre lang in Plymouth auf einem Pfahl zur Schau.

### Folgen des Krieges
Mit dem Tode Philips und der meisten ihrer Führer waren die Wampanoag fast ausgerottet und nur etwa 400 Angehörige überlebten den Krieg. Die Narraganset und Nipmuck hatten ähnliche Verluste zu beklagen und viele kleine Stämme im südlichen Neuengland waren praktisch ausgelöscht. Bei der Großen Vertreibung wurden viele der Überlebenden zum Verlassen ihrer Heimat gezwungen, doch einige mussten nicht weit fortgehen. Sie akzeptierten das vom Gouverneur von New York Edmund Andros angebotene Asyl und siedelten bei Schaghticoke im Hudson Valley unter den Mahican. Andere fanden Zuflucht bei den Lenni Lenape in New Jersey und Pennsylvania, doch eine große Anzahl floh zu den Westlichen Abenaki und nach Kanada. Obwohl kleine Gruppen bis ins 19. Jahrhundert am Connecticut River lebten, verschwanden die Pocumtuc als organisierte Gruppe. Auch den Engländern brachte der Krieg hohe Verluste: 600 Kolonisten fanden den Tod, insgesamt 90 Siedlungen wurden angegriffen und 13 davon völlig zerstört. Von der indianischen Gesamtbevölkerung im südlichen Neuengland von etwa 15.000 Angehörigen vor dem Krieg gab es 1680 nur noch 4.000 Überlebende und die harten englischen Friedensbedingungen entsprachen einer völligen Unterwerfung.

### 18. bis 20. Jahrhundert

#### Mashpee
Außer den im Krieg neutral gebliebenen Wampanoag-Gruppen auf den Inseln vor der Küste, wurden die Wampanoag des Festlands zu den Saconnet umgesiedelt oder gemeinsam mit den Nauset in die Gebetsstädte im Barnstable County gebracht. In Massachusetts war Mashpee auf Cape Cod das größte der Reservate. Den Indianern dort wurden 1660 etwa 50 Quadratmeilen (129,5 km²) zugewiesen und seit 1665 regierten sie sich selbst mit Gerichtshof, Verhandlungen und Urteilen. Das Gebiet wurde 1763 in den Distrikt von Mashpee integriert, aber 1788 widerrief der Staat die Selbstverwaltung, die er als Misserfolg einschätzte, und setzte zur Beaufsichtigung einen aus fünf ausschließlich weißen Mitgliedern bestehenden Ausschuss ein. Ein gewisses Maß an Selbstverwaltung wurde im Jahre 1834 wiedereingeführt, und obwohl die Indianer weit entfernt von einer totalen Selbständigkeit waren, konnte man das Experiment dieses Mal als erfolgreich beurteilen. Ihr Land wurde 1842 aufgeteilt, indem man 2.000 von ihren 13.000 Acres (8,1 bzw. 52,6 km²) in Parzellen von je 60 Acres (243.000 m²) an jede Familie verteilte. Viele Gesetze zeugen von ständigen Problemen durch Übergriffe der Weißen, die Holz aus dem Reservat stahlen. Es war ein großes Gebiet, einst reich an Wald, Fisch und Wild, und deshalb begehrenswert für die Weißen. Man hatte Probleme damit, diese ständig wachsende Gemeinde Nichtweißer zu ignorieren, und die Mashpee-Indianer bekamen deshalb mehr Konflikte mit ihren weißen Nachbarn als die anderen indianischen Siedlungen im Staat.

#### Wampanoag auf Martha’s Vineyard
Auf Martha’s Vineyard gab es im 18. und 19. Jahrhundert drei Reservate – Chappaquiddik, Christiantown (Manitowwatootan, Mannitwattootan - „God's Town“) und Gay Head. Das Chappaquiddick-Reservat war Teil einer kleinen Insel gleichen Namens am östlichsten Punkt der Insel. Durch einen Landverkauf im Jahre 1789 hatten die Indianer wertvolle Flächen verloren, und der Rest wurde 1810 unter den indianischen Einwohnern aufgeteilt. 1823 änderte man die Gesetze, um die Vormünder an der Enteignung der Indianer zu hindern und um einen sichtbaren Anfang einer städtischen Organisation einzuführen. Gegen 1849 besaßen sie 692 Acres (2,8 km²) unfruchtbares Land und viele Bewohner zogen zum nahen Edgartown, um Berufe auszuüben und Bürgerrechte zu erwerben.
Christiantown war ursprünglich eine Gebetsstadt auf der Nordwestseite von Martha’s Vineyard, nordwestlich von Tisbury. Im Jahre 1849 bestand das Reservat noch aus 390 Acres (1,57 km²), von denen alle bis auf 10 unter den Einwohnern aufgeteilt wurden. Das Land, das in allgemeinen Besitz blieb, warf sehr wenig Ernteertrag ab und die Stammesmitglieder verließen es, um in den Städten lukrativere Jobs auszuüben. Aus mündlicher Überlieferung weiß man, dass Christiantown durch eine Pockenepidemie 1888 ausstarb.
Das dritte Reservat auf Vineyard wurde 1711 von der New England Company errichtet, die man 1649 gegründet hatte, um die Indianer zu christianisieren. Sie kauften Land für die Gay Head Indianer, die dort seit vor 1642 gelebt hatten. Unglücklicherweise gab es eine heftige Auseinandersetzung darüber, wie das Land zu bestellen sei, von dem Weiße die besseren Flächen zu niedrigen Zinsen gepachtet hatten. Das ursprüngliche Ziel, ein ungestörtes Zentrum für die Missionsarbeit zu schaffen, war bald vergessen. Der Staat errichtete dort schließlich ein Reservat, das auf einer Halbinsel auf dem äußersten westlichen Punkt der Insel Martha’s Vineyard lag und Gay Head genannt wurde. Dieses Gebiet war durch eine Landenge mit der Hauptinsel verbunden und bot die Isolation, die die Indianergruppe haben wollte. Im Jahre 1849 hatten sie dort 2.400 Acres (9,7 km²), von denen 500 unter den Stammesmitgliedern aufgeteilt wurden, während der Rest gemeinschaftliches Eigentum war. Im Gegensatz zu den anderen Gruppen in Massachusetts-Reservaten hatte der Stamm nach 1820 keinen Vormund oder Aufseher. Falls sie in Gesetzesfragen Rat benötigten, fragten sie den Vormund des Chappaquiddick-Reservats, doch ihre sonstigen Angelegenheiten erledigten sie selbst. Sie hatten keinen Rechtsanspruch auf ihr Land und ließen den Mitgliedern freie Hand bei der Auswahl ihres Landes, wie auch bei der Bewirtschaftung und Umzäunung, um ihre Eigentumsrechte deutlich zu machen. Sie erlaubten keinen Weißen, auf ihrem Land zu siedeln, und die Gesetze über Stammesmitgliedschaft waren streng. Demzufolge konnten sie den Gruppenzusammenhalt festigen und erst lange nach den anderen Gruppen ging ihre strenge Stammesidentität verloren.
Die Wampanoag auf Nantucket Island wurden 1763 durch eine unbekannte Seuche nahezu vollständig vernichtet, der letzte Nantucket starb 1855.

### Sachems der Wampanoag
| Indigener Name | Name der Kolonisatoren | Regierungszeit | Verwandtschaft        | Anmerkungen                       |
| -------------- | ---------------------- | -------------- | --------------------- | --------------------------------- |
| Wasamegin      | Massasoit              | vor 1621-1662  |                       | Bruder 'Quadequina' als Mitsachem |
| Wamsutta       | Alexander Pokanoket    | 1662           | Sohn des Vorgängers   |                                   |
| Metacomet      | Philip Pokanoket       | 1662-1676      | Bruder des Vorgängers |                                   |

### Heutige Situation
Zur Mitte des 19. Jahrhunderts wuchsen die Vororte um die Städte, und Erholungsorte für Sommertouristen wurden populär. Das Land wurde immer wertvoller, und Grundstücksspekulanten versuchten beharrlich, die Indianer von ihren letzten Ländereien zu vertreiben. Die Spekulanten wiesen auf den dreirassigen Charakter der indianischen Gruppen hin, als Beweis dafür, dass die Indianer ausgestorben seien oder zumindest keine der früheren strengen Gesetze gegen Mischehen befolgt hätten. Indianische Gruppen, wie die Montauk auf Long Island, hatten diese Gesetze befolgt, und wurden so klein und inzüchtig, dass man sie ebenfalls für ausgestorben erklärte. Wegen dieser Haltung der Weißen entwickelten sich in den indianischen Gemeinden Spannungen zwischen einer relativ reinen Indianer-Kerngruppe und einer Mestizen-Randgruppe. Der daraus resultierende Status führte einerseits zur Touristenattraktion, „richtige Indianer“ zu sehen, wie er andererseits zur Entwicklung einer neoindianischen Kultur beitrug. Diese wurde durch Anleihen von anderen indianischen Gruppen und vagen Erinnerungen an frühere Tage, auch romantisiert durch Weiße, charakterisiert. Indianische Vornamen wurden modern, Männer trugen ihr Haar lang und man übernahm den indianischen Kleidungsstil aus Brotherton und von den Saint-Regis-Mohawk-Indianern. Im Jahre 1907 machte William Frederick Cody, besser unter dem Namen Buffalo Bill bekannt, einen spektakulären Besuch am Grab von Uncas, dem Mohegan-Sachem aus dem 17. Jahrhundert, hoch zu Pferde und von Indianern aus den Great Plains in vollem Festschmuck begleitet. Die Zurschaustellung einer frühen panindianischen Kleidung bei dieser Gelegenheit hinterließ großen Eindruck bei den örtlichen Indianern und veranlasste sie, indianische Kleidung bei Zusammenkünften und zeremoniellen Anlässen zu tragen. Auskünfte von Ethnologen waren hilfreich dabei, die Organisation von Powwows und anderen indianischen Festspielen anzuregen. Diese übernahmen die sozialen Funktionen der früheren christlich-religiösen Versammlungen. Die Betonung des Indianismus trug viel zur Wiederherstellung des Selbstbewusstseins und Gruppenstolzes bei, der lange Zeit durch rassische Vorurteile der örtlichen Weißen unterdrückt worden war. Der Indian Reorganization Act (IRA) von 1934 weckte neues Interesse an Stammesmitgliedschaft. Intertribale Organisationen entwickelten sich ebenfalls, wie der Algonquin Council of Indian Tribes von 1926.
Durch eine Initiative der Mashpee, Gay Head (Aquinnah), Assonet und Herring Pond Wampanoag wurde 1993 ein Projekt ins Leben gerufen, das die im 19. Jahrhundert ausgestorbene Wampanoag-Sprache wiederbeleben sollte. Als Basis dienten alte gedruckte Texte, darunter die Übersetzung der Eliot Indian Bible von 1663, und Beispiele aus den verwandten Algonkin-Sprachen der Nachbarn. Das Wôpanâak Language Reclamation Project („Projekt zur Wiederbelebung der Wôpanâak-Sprache“) wurde von Jessie Littledoe Baird, Mitglied des Mashpee Wampanoag Tribe, und Helen Manning, einer Gay Head Wampanoag, initiiert. Baird unterrichtet heute Schulklassen in Mashpee und Aquinnah; während des Unterrichts wird nur Wampanoag gesprochen. Es gibt ein Wampanoag-Wörterbuch, das zurzeit etwa 7000 Wörter enthält.

## Heutige Stämme der Wampanoag
Heute gibt es fünf Stämme der Wampanoag, von denen jedoch nur zwei auf Bundesebene durch das Bureau of Indian Affairs als Stamm (federally recognized tribe) anerkannt sind: Assonet, Gay Head, Herring Pond, Mashpee und Namasket. Alle haben die staatliche und bundesstaatliche Anerkennung beantragt, doch nur die Wampanoag in Gay Head besitzen noch heute ein Reservat auf Martha’s Vineyard und erhielten 1987 die bundesstaatliche Anerkennung vom Bureau of Indian Affairs.

### Federally recognized tribes
- Wampanoag Tribe of Gay Head (Aquinnah),[21] auch bekannt als Aquinnah Wampanoag, früher Wampanoag Tribal Council of Gay Head, Inc. Sie kämpften während King Philip’s War auf Seiten der Engländer, ihr Verwaltungssitz ist Aquinnah, früher: Gay Head in Massachusetts. Aquinnah bedeutet in Wôpanâak „Land under the hill“ (Land am Hügel), ihr Reservat liegt im äußersten Südwesten der Insel Martha’s Vineyard und umfasst 485 Acres (ca. 2 km²). Sie erhielten 1987 die bundesstaatliche Anerkennung als Federally recognized Tribe mit 1.121 Angehörigen.
- Mashpee Wampanoag Tribe,[22] früher Mashpee Wampanoag Indian Tribal Council, Inc. Der Stamm besitzt ein Reservat im Westen der Halbinsel Cape Cod nahe ihrem Verwaltungssitz Mashpee in Massachusetts. Mashpee, abgeleitet von mass-nippe, mass - „groß“ oder „größer“ und nippe - „Wasser“, organisiert seit 1924 jährlich Anfang Juli ein Powwow, betreibt mehrere Geschäfte und das Mashpee Wampanoag Indian Museum. Viele Stammesmitglieder, die sich heute als Wampanoag identifizieren, sind jedoch Nachfahren der eng verwandten Nauset (Cape Cod Indians), erhielten im Februar 2007 die bundesstaatliche Anerkennung als Federally recognized tribe,[23] mit einer Population von 1.400 Personen.

### State recognized tribes
- Assonet Band of the Wampanoag Nation, organisierten sich als Stamm im Jahr 1990. Ihr Verwaltungssitz ist New Bedford, eine Hafenstadt im Bristol County, im Südosten von Massachusetts.
- Herring Pond Wampanoag Tribe.[24] Ihr Verwaltungssitz befindet sich in 128 Herring Pond Rd, Plymouth in Massachusetts.
- Namasket (or Nemasket) Wampanoag Band. Sie organisierten sich als Stamm im Jahr 2000 und halten ihre Treffen im Wattupa Reservation State Park in Fall River, Massachusetts, bei dem Pocasset Tribe of the Pokanoket Nation ab. Die Stammesmitglieder leben in Dörfern entlang des Taunton River nahe dem heutigen Middleborough im Südosten von Massachusetts. Einer ihrer Vorfahren war Squanto (Tisquantum) (* um 1590; † 1622) der Patuxet-Wampanoag, heute jedoch sind sie meist Nachfahren der Namasket (Nemasket) sowie der Pocasset von Fall River.

### Weitere Stämme und Gruppen der Wampanoag
- Chappaquiddick Tribe of the Wampanoag Indian Nation.[25] Ihr Verwaltungssitz ist Andover im Essex County, Massachusetts.[26]
- Chappiquiddic Band,[27] auch Wampanoag Nation, First People of Chappaquiddick, Martha's Vineyard, Massachuset. Der Verwaltungssitz ist Pocasset in Massachusetts.
- Pocasset Tribe of the Pokanoket  Nation,[28] auch Pacasset Wampanoag Tribe. Sie sind Nachfahren der Pocasset, eines der mächtigsten Stämme der Wampanoag-Konföderation, und besitzen heute noch die Watuppa Reservation („Where we sit and root“) in 275B Indiantown Rd, Fall River, Massachusetts.
- Royal House of the Pokanoket Tribe,[29] auch Council of Seven, Pokanoket Tribe, Wampanoag Nation, mit dem Verwaltungssitz Millbury in Massachusetts.
- Seaconke Wampanoag Tribe.[30] Ihr Verwaltungssitz ist Seekonk in Massachusetts. Sie sind Nachfahren der Seaconke und deren Unterstämme, der Wochomoqt, Seacunke, Pawtucket und Wanamoisett.

## Demografie
| Jahr | Anzahl | Anmerkung                                       | Quelle               |
| ---- | ------ | ----------------------------------------------- | -------------------- |
| 1610 | 6.600  | Festland 3.600 und Inseln 3.000                 | James Mooney         |
| 1620 | 5.000  | Festland 2.000 nach den Epidemien, Inseln 3.000 | unbekannt            |
| 1677 | 400    | Festland, nach dem King Philip’s War            | allgemeine Schätzung |
| 2000 | 2.336  | Wampanoag insgesamt                             | US Census            |